# Sericochroa larca
Sericochroa larca är en fjärilsart som beskrevs av William Schaus 1920. Sericochroa larca ingår i släktet Sericochroa och familjen tandspinnare. Inga underarter finns listade i Catalogue of Life.